# Каякинг

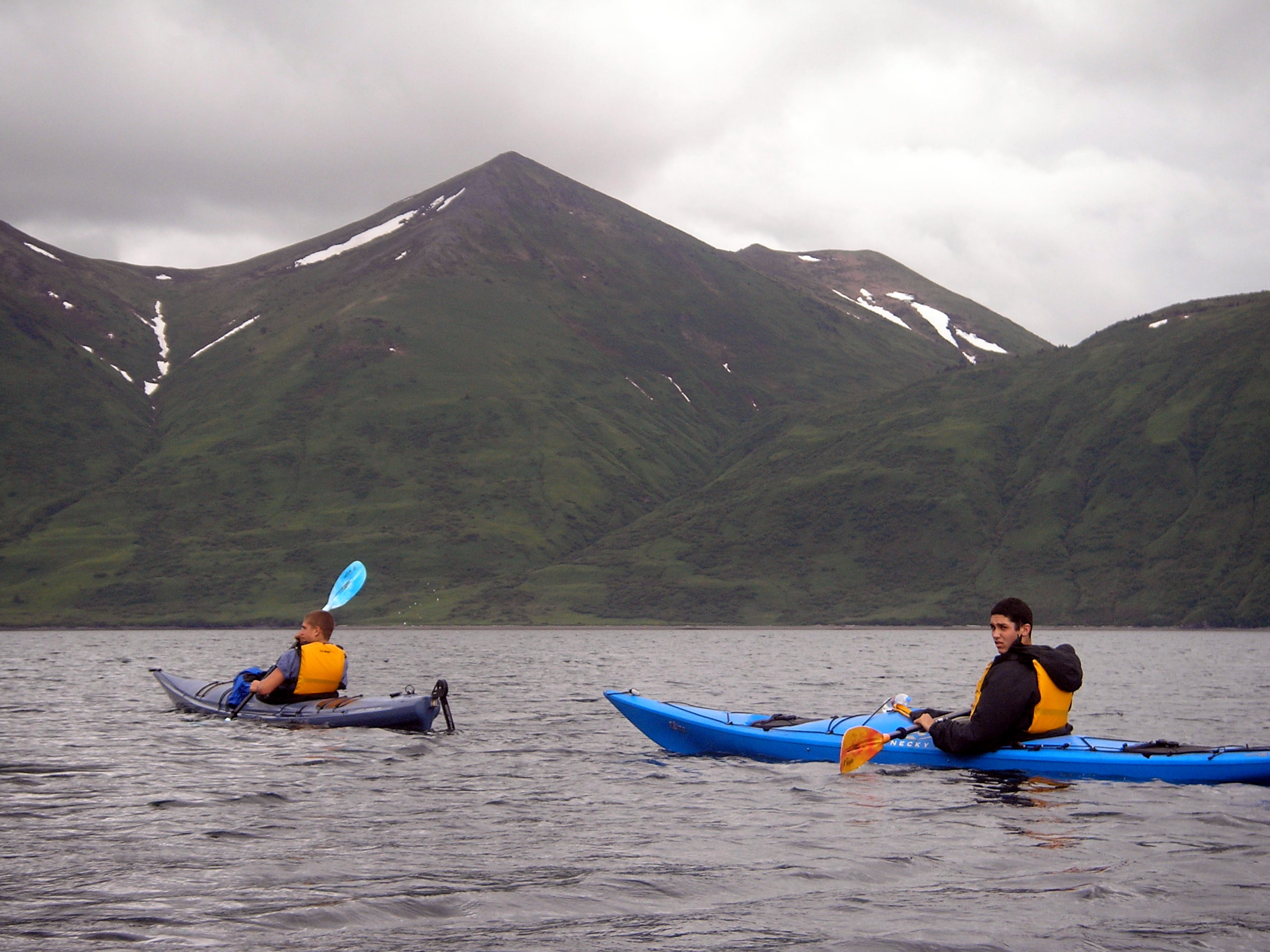
Каякеры у побережья острова Малиновый, Аляска

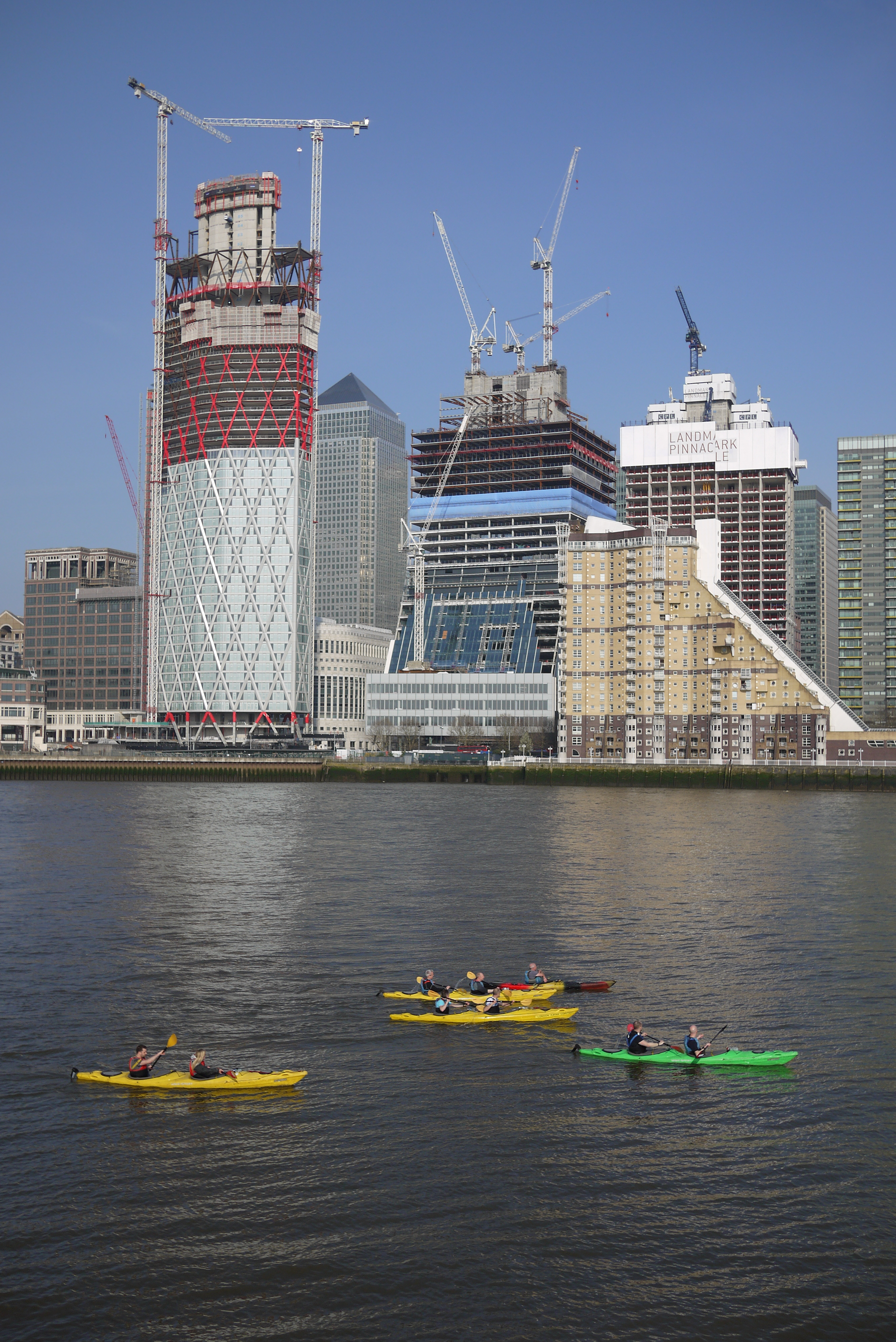
Каякеры на реке Темза возле Канэри-Уорф, Лондон

Кая́кинг (англ. kayaking; от эскалеут., каяк — букв. «мужская охотничья лодка», одиночная байдарка) — один из видов водного экстремального спорта (гребной спорт), водного туризма или активного отдыха на воде с использованием небольшого персонального гребного судна — каяка. Человека, занимающегося каякингом, называют «каякером» (kayaker).
Каякинг отличают от каноинга (гребли на каноэ) сидением гребца и количеством лопастей на весле. Каяк похож на каноэ, но с более низким уровнем воды, в которой гребец сидит лицом вперёд, ноги впереди, используя двухлопастное весло, чтобы тянуть вперёд-назад с одной стороны, а затем с другой, путём вращения весла. Большинство каяков имеют закрытые палубы, хотя популярность сидячих и надувных каяков также растёт.

## Определения и классификация
Любителей пешеходного туризма в Америке называют хайкер, а само путешествие — хайкинг, увлечение любителей водного туризма и лодочных походов называют каноинг или каякинг.
Терминология
- Каяк — гребная лодка, история которой связана с широким распространением у алеутов, эскимосов и других арктических народов. Каяк традиционно изготавливали из шкур, натягивая их на деревянный или костяной каркас. Современные каяки промышленного производства изготавливаются из материалов повышенной прочности (полиэтилен, стекловолокно, карбон). Чаще судно рассчитано на одно место, но может быть и двухместным.
- Каякинг — вид экстремального спорта, появившегося относительно недавно. Современный каякинг включает в себя сплав по бурной реке с речными порогами, прыжки с водопадов, водное родео на одноместном судне под названием каяк[1].

Дисциплины
- Каяк-кросс — дисциплина каякинга (см. Гонки на каяках), в которых одновременно участие принимает четыре спортсмена[~ 1].

## История возникновения
Каяки были созданы тысячи лет назад инуитами, ранее известными как эскимосы, северных арктических регионов.
История каякинга берёт своё начало в глубине веков, когда народами Гренландии, Северной Америки, Азии, Арктики был придуман первый каяк. Люди использовали коряги и иногда кости морских животных (например, скелет кита), чтобы построить каркас каяка, а для придания плавучести лодке использовалась шкура животных, особенно шкура тюленя, которой обтягивался весь каркас. Алеуты и инуиты добытые шкуры натирали жиром, чтобы предохранить лодку от разрушающего контакта с водой.
Основная цель создания каяка, который буквально переводится как «лодка охотника», была для охоты и рыбалки. Скрытность каяка позволяла охотнику подкрадываться незаметно к животным на береговой линии и успешно ловить их добычу.
В связи с недостатком деревьев в Арктике, для изготовления первых лодок использовался сплавной лес. Аборигены в цельном куске дерева выдалбливали место для сидения рыбака и крепили к каяку внутренние органы животных, наполненные воздухом. Такая лодка имела высокую плавучесть и хорошо держалась на воде, была практически непотопляемой.
В 1740-х годах русские исследователи во главе с Витусом Берингом связались с алеутами, которые взяли базовую концепцию каяка и разработали несколько проектов, специально предназначенных для охоты, транспорта и условий окружающей среды. Вскоре они узнали, что алеуты очень умело охотились на морских выдр на каяках. Поскольку выдры были популярным товаром в Европе и Азии, они могли эксплуатировать и даже похищать алеутов и держать их на борту своих кораблей для работы и охоты.
К середине 1800-х годов каяк стал всё более популярным, и им заинтересовались европейцы. Немцы и французы начали использовать каякинг как вид спорта. В 1931 году Адольф Андерле (англ. Adolf Anderle) стал первым человеком, спустившимся на каяке по ущелью Зальцахофен, которое считается местом рождения современного каякинга по уайтуотер (от англ. white-water, букв. — «белая вода»). Первые соревнования (гонки) на каяках были представлены на Берлинских Олимпийских играх в 1936 году между Германией и Францией. С тех пор интерес к хождению на каяках, а также байдарках и каноэ возрос во всём мире, а в том же году соревнования на каяках были включены в программу Олимпиады, как отдельный вид спорта.
В начале XX века немцы первыми усовершенствовали конструкцию каяка, сделав его сборно-разборным. Начиная с 1950-х годов, форма и функциональные особенности лодок претерпели существенные изменения: каяки стали изготавливать из стеклопластика. В 1980-х годах были введены полиэтиленовые и пластиковые каяки. Плавучесть таких плавательных средств улучшилась во много раз.
Каякинг развивался как дополнительный вид спорта в США до 1970-х годов, когда он стал основным популярным видом спорта. Теперь на Олимпийских играх представлено более 10 соревнований по уайтуотер-каякингу. В то время как каякинг представляет собой ключевой международный водный вид спорта, на сегодняшний день проведено мало научных исследований о роли, которую каякинг играет в жизни и деятельности общественности.
В России каякинг появился в конце XX века. Сейчас кроме секций гребного слалома и кануполо существует несколько школ экстремального сплава, а также фристайла на бурной воде.

## Виды каякинга
Сегодня нет необходимости на каяке выходить на охоту на морского зверя или на рыбалку. Современный каяк служит для других целей; прежде всего — это плавательное средство для спорта, активного отдыха и туризма. Каякинг — это прекрасная возможность человеку познать самого себя, приобщиться к природе, осознать себя её частью. Можно любоваться красотами на спокойной водной глади, а можно испытать экстрим, сплавляясь по горным рекам. В зависимости от целей различают следующие виды каякинга.

### Каякинг как водное развлечение

#### Рекреационный каякинг

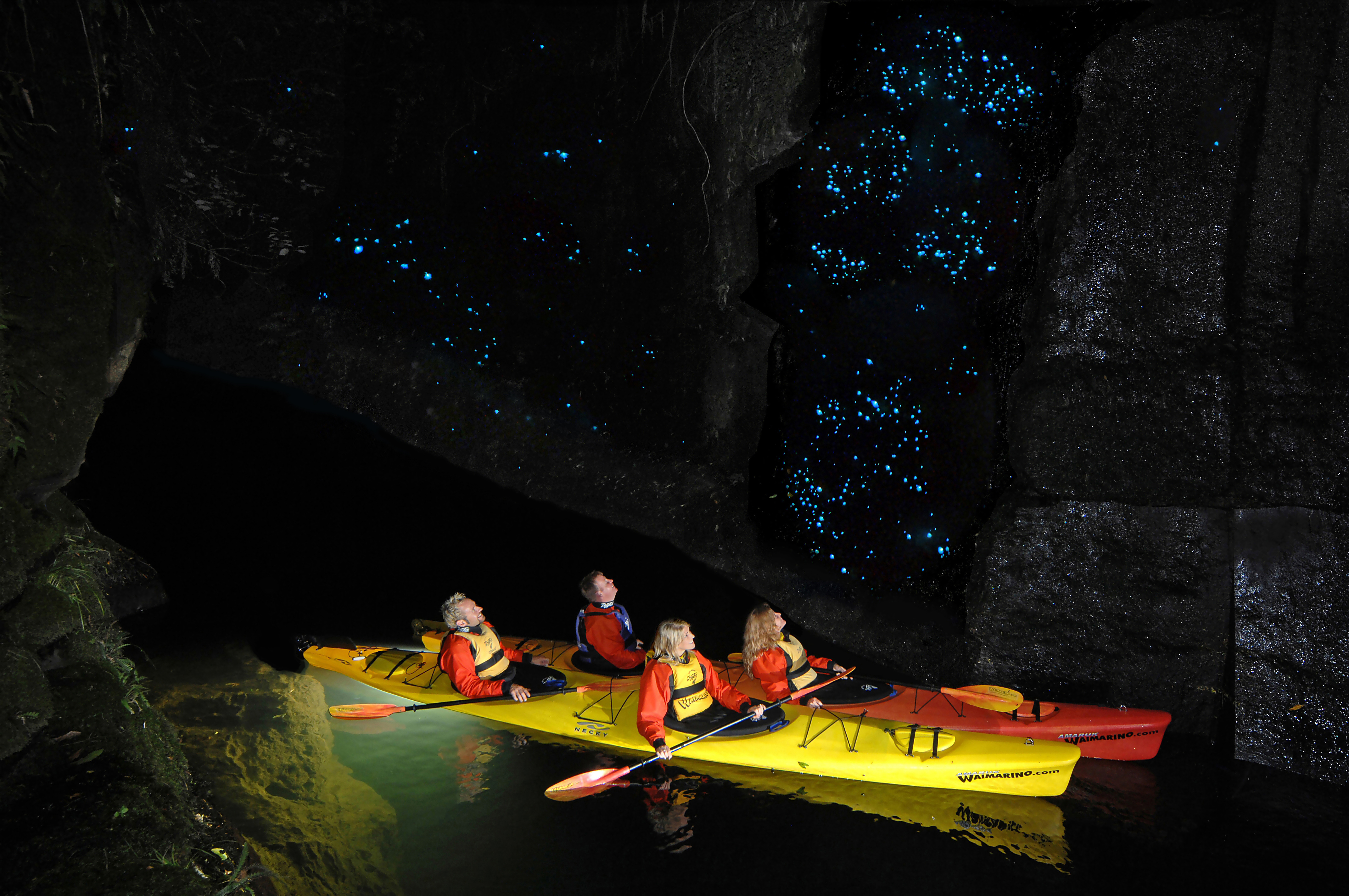
Светлячки в Национальный парк (Новая Зеландия) во время каяк-тура на озере Макларен, Тауранга, Новая Зеландия

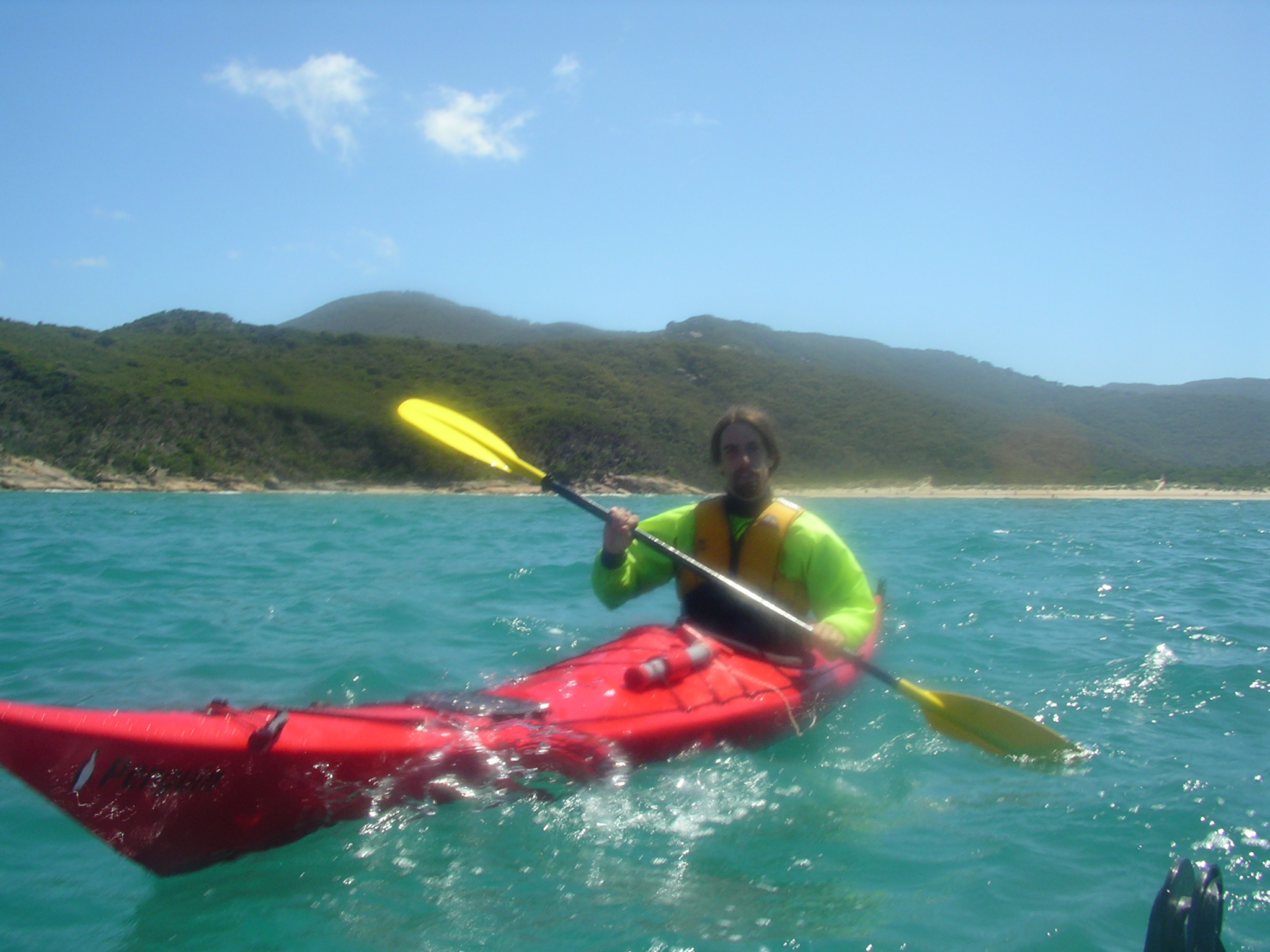
Морской каякинг на мысе Вильсонс-Промонтори, Виктория, Австралия

Рекреационный каякинг, он же прогулочный каякинг или морской каякинг (или также озёрный каякинг) — это путешествия по озёрам и морям, равнинным рекам и водохранилищам. Морской туристический каякинг — это сплав по относительно спокойной водной глади для развлечения и отдыха, а не поиска адреналина.
Для прогулочного вида каякинга больше подходят равнинные реки со спокойным ровным течением или озёра. Используются быстроходные устойчивые лодки, на которых люди могут расслабиться на лоне природы, получить удовольствие от созерцания водной глади, подышать свежим речным воздухом. Этот вид отдыха пользуется всё возрастающей популярностью у туристов. Разновидностью прогулочного каякинга является каякинг морской. В этом случае прогулка совершается вдоль морского берега.

#### Уайтуотер-каякинг

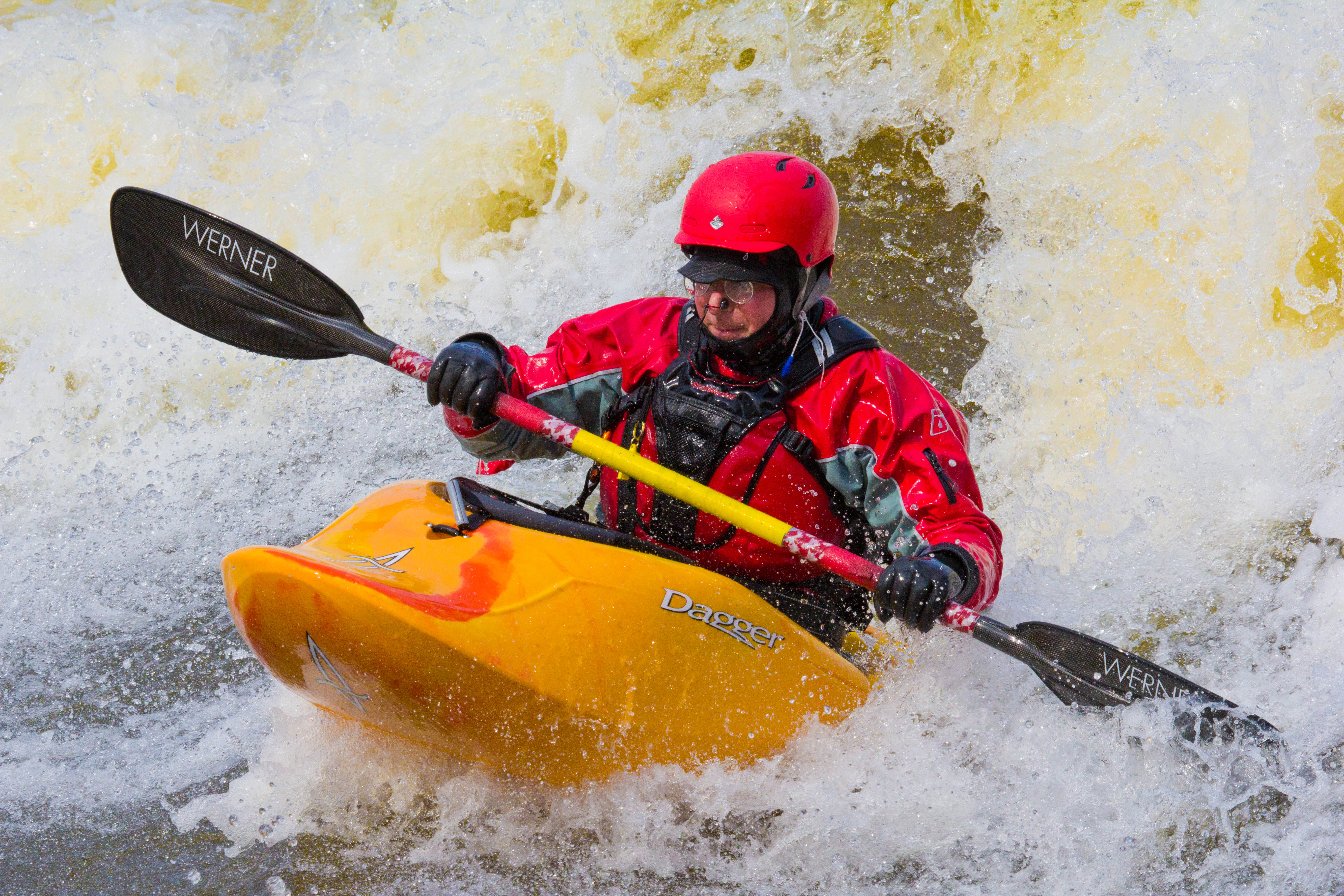
Каякинг в порогах Уайтуотер

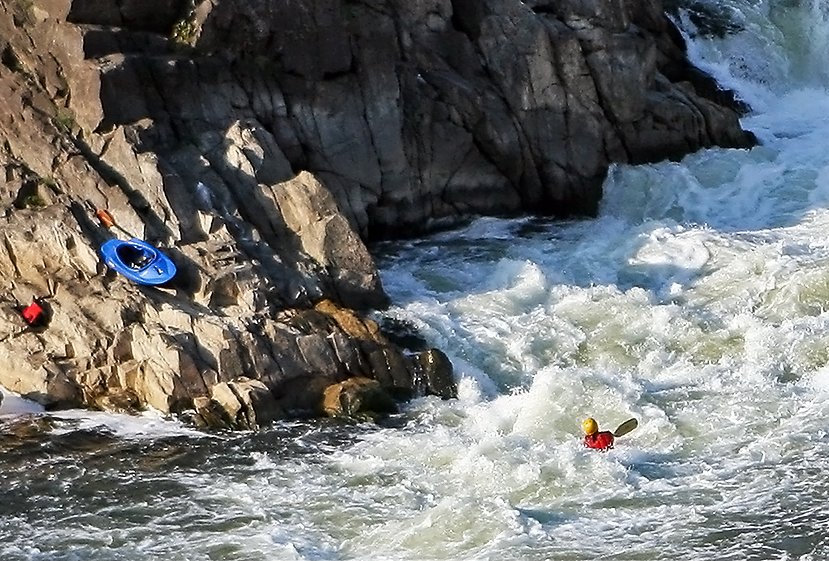
Каякинг на порогах возле Грейт-Фолс (Виргиния), штат Вирджиния

Основная статья: Уайтуотер-каякинг
Уайтуотер-каякинг (от англ. white-water, букв. — «белая вода») — каякинг на бурной (белой) воде, движение в быстром речном потоке воды.

#### Родео
Родео (фристайл) — каякинг с выполнением акробатических трюков, как например, переворот вниз головой и обратно. Предполагает демонстрацию акробатических элементов для новичков, а также фигуры, демонстрирующие филигранную технику владения лодкой, многообразие и сложность различных трюков на каяке. Родео даёт возможность и профессиональным спортсменам продемонстрировать своё умение и изготовителям лодок показать своё мастерство. Часто под какой-то определённый номер изготовляется специальная лодка, максимально приспособленная именно для выполнения конкретного трюка.

#### Сплав
- Сплав — прохождение на каяке сложных водных преград, уступов, водопадов и т. д.[~ 3]. Различают сплавы[~ 3]:
  - экспедиционный сплав — длительное автономное путешествие по относительно спокойным потокам без экстрима в отдалённых от цивилизации местах;
  - экстремальный сплав — прохождение сверхсложных водных препятствий в бурных речных потоках с группой поддержки на берегу для подстраховки и безопасности;
  - игровой сплав — сплав по несложному водному потоку на относительно спокойном участке реки в режиме фристайла, включает в себя элементы фристайла или родео.

### Каякинг как спорт
- Гребной слалом — олимпийский вид спорта с 1992 года, цель которого пройти определённый путь по бурному потоку за минимальное время[~ 5].
- Гребля на каноэ и байдарках — классический олимпийский вид спорта, цель которого — гребля по водной глади на скорость[~ 5].
- Скоростной спуск — популярный в Америке и Европе вид спорта — сплав по бурной воде на скорость[~ 5]. Скоростной спуск связан с процессом преодоления препятствий на воде. Это может быть движение по горной реке, преодоление порогов и трудных участков на равнинных реках или на море. Цель этого вида хождения по воде заключается в преодоление самого себя, в острых ощущениях, экстриме.
- Канополо — водное поло на каяке[~ 5].

Каждый вид каякинга предоставляет богатство впечатлений, всплеск эмоций и прекрасных отдых.

## Дизайн
Байдарки также можно классифицировать по их конструкции и материалам, из которых они изготовлены. У каждого дизайна есть свои особые преимущества, включая производительность, маневренность, стабильность и стиль гребли. Каяки могут быть изготовлены из металла, стекловолокна, дерева, пластика, шкур, надувных плотных тканей, таких как ПВХ или резина, а в последнее время и из более дорогого, но лёгкого углеродного волокна. Каждый материал также имеет свои особые преимущества, включая прочность, долговечность, портативность, гибкость, устойчивость к ультрафиолету и требования к хранению. Например, деревянные каяки могут быть созданы из комплектов или построены вручную стёжкой и клеем; фанерные каяки могут быть легче, чем из другого материала, кроме кожи на раме. Надувные каяки, изготовленные из лёгкой ткани, могут быть спущены, легко транспортироваться и храниться, и считаются чрезвычайно прочными и долговечными по сравнению с некоторыми твёрдосплавными лодками.

## Оборудование
Есть много типов каяков, используемых в плавучих водах и каяках. Размеры и формы сильно различаются в зависимости от типа воды, на которую нужно кататься, а также от того, что хотел бы сделать гребец. Второй набор предметов первой необходимости для каякинга — это смещённое весло, лопасти которого наклонены для уменьшения сопротивления ветру, когда другое весло используется в воде. Они различаются по длине, а также по форме в зависимости от предполагаемого использования, высоты гребца и его предпочтений. Каяки оснащаются одним или несколькими плавучими средствами (также называемыми персональными плавучими средствами или плавсредствами, или плавучая помощь), которые создают воздушное пространство и помогают предотвратить затопление каяка при заполнении его водой. Спасательный жилет (также называемый персональным плавучим устройством) носится всегда, специальный шлем также часто требуется для большинства видов каякинга и является обязательным в быстрых бурлящих потоках (или так называемой «белой воде», когда пузырьки воздуха, вовлечённые в поток воды придают ей белый молочный цвет). Различные другие защитные приспособления включают в себя свисток для сигнализации о помощи; верёвки для помощи и спасения других каякеров — так называемый «спасательный конец Александрова» (туристический термин — «морковка»; также «трамвай» — эластичная верёвка для буксировки); водолазный нож, стропорез или любой нож с серрейтором; соответствующие водные ботинки используются в зависимости от рисков, которые представляют водные пути и местность. Правильная одежда, такая как сухой костюм (драйсьют), гидрокостюм или спрейдек (его каякеры называют — «юбка», байдарочники — «фартук») также помогают защитить каякеров от холодной воды или температуры воздуха.

## Деятельность с участием каяков
Из-за дальности и приспособляемости каяки могут быть полезны для других видов активного отдыха, таких как: отдых на свежем воздухе, дайвинг, рыбалка, исследование дикой природы, а также поиск и спасение во время наводнения.

### Дайвинг
Основная статья: Дайвинг на каноэ и каяках
Дайвинг на каяках и байдарках — это тип развлекательного дайвинга, когда дайверы плывут к месту погружения на каяке, неся всё своё снаряжение в место, где они хотят нырять. Диапазон может составлять до нескольких километров вдоль береговой линии от точки начала пути до места, где доступ с берега будет затруднён для больших лодок. Это более доступная альтернатива использованию моторной лодки, а также сочетание опыта морского каякинга. Такой дайвинг даёт водолазу независимость от операторов подводных лодок, в то же время позволяя погружаться на участках, которые слишком удалены для комфортного плавания, но достаточно безопасны.

### Рыбалка
Основная статья: Рыбалка на каяке
Каяк долгое время был средством передвижения и скрытным средством приближения к легко пугавшейся рыбе, такой как кобия и камбала. Рыбная ловля на каяках и байдарках в последнее время приобрела популярность благодаря своей широкой привлекательности в качестве экологически чистого и здорового способа передвижения, а также относительно низкой стоимости по сравнению с моторными лодками. Кроме того, каяки обеспечивают больший доступ благодаря их способности работать на мелководье, передвигаться вдоль береговой линии и иметь возможность уйти от толпы для поиска более уединённой среды, где большие лодки и катера могут не иметь возможности сделать это.

### Экотуризм

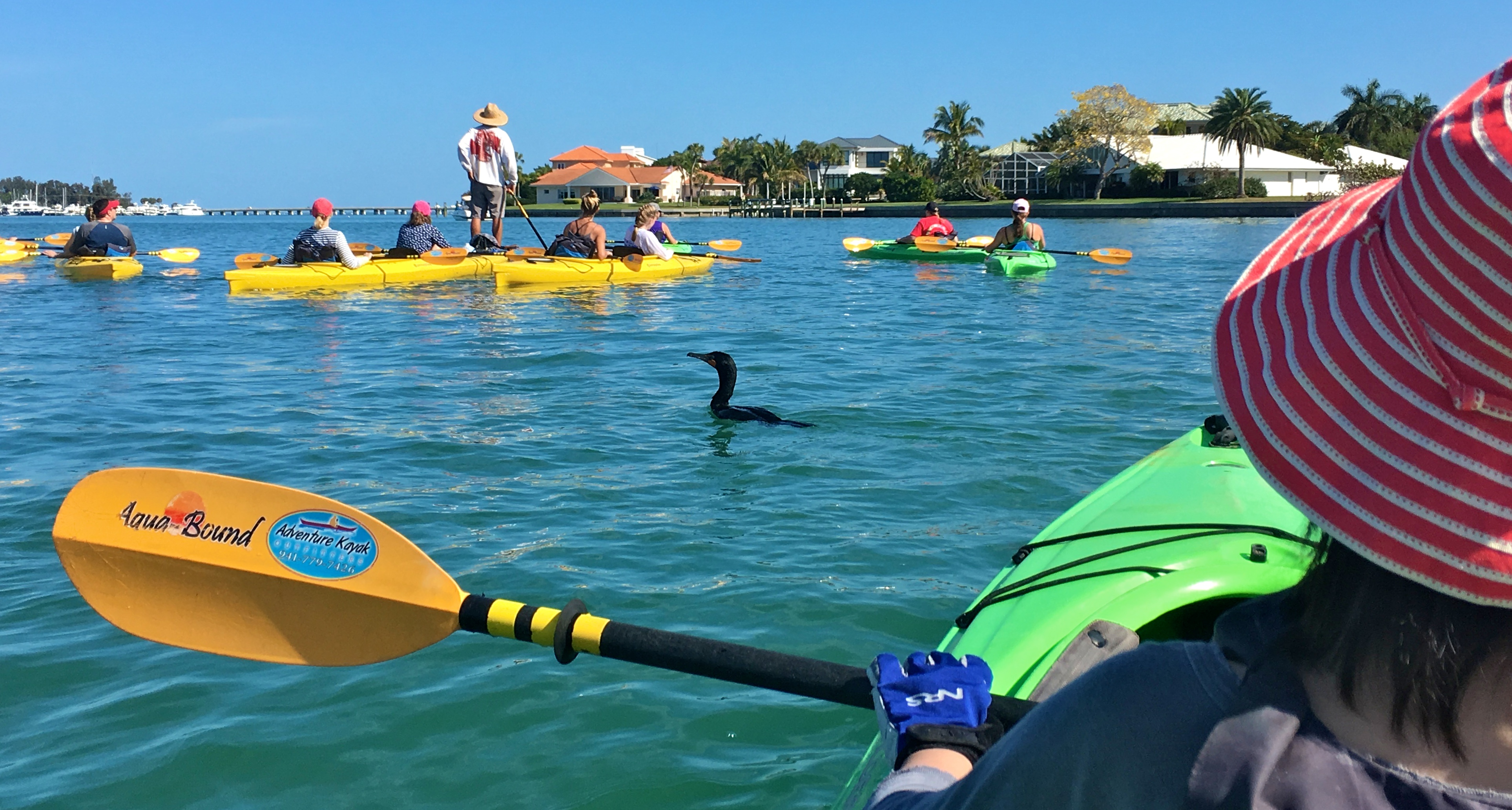
Экотур: гид стоит на байдарке, высматривая дельфинов и ламантинов вокруг Лидо-Ки

Экотуризм, основанный на поездках на каяках, набирает популярность. В местах отдыха с тёплой водой, таких как Сарасота, любители поездки на каяках с гидом отправляются в путешествие по местной экосистеме. Каякеры и байдарочники могут вблизи наблюдать как выскакивают из воды дельфины и ламантины и едят водоросли в мелкой воде залива.

### Уайтуотер-каякинг
Основная статья: Уайтуотер-каякинг
Одним из наиболее распространённых видов использования каяков для любителей является каякинг на быстрой воде — уайтуотер-каякинг — когда каякер проходит через речные пороги. Сложность этих быстрых диапазонов разделяют по шкале сложности от класса I до класса VI. Трудность порогов часто меняется с уровнем воды и мусора в реке. Мусор, который препятствует движению каякеров, часто называют «ситечками», поскольку они «процеживают» каякеров, как дуршлаг. Создаются специальные тренировочные лагеря и искусственные сооружения для тренировки каякеров.

### Сноу-каякинг
Основная статья: Сноу-каякинг

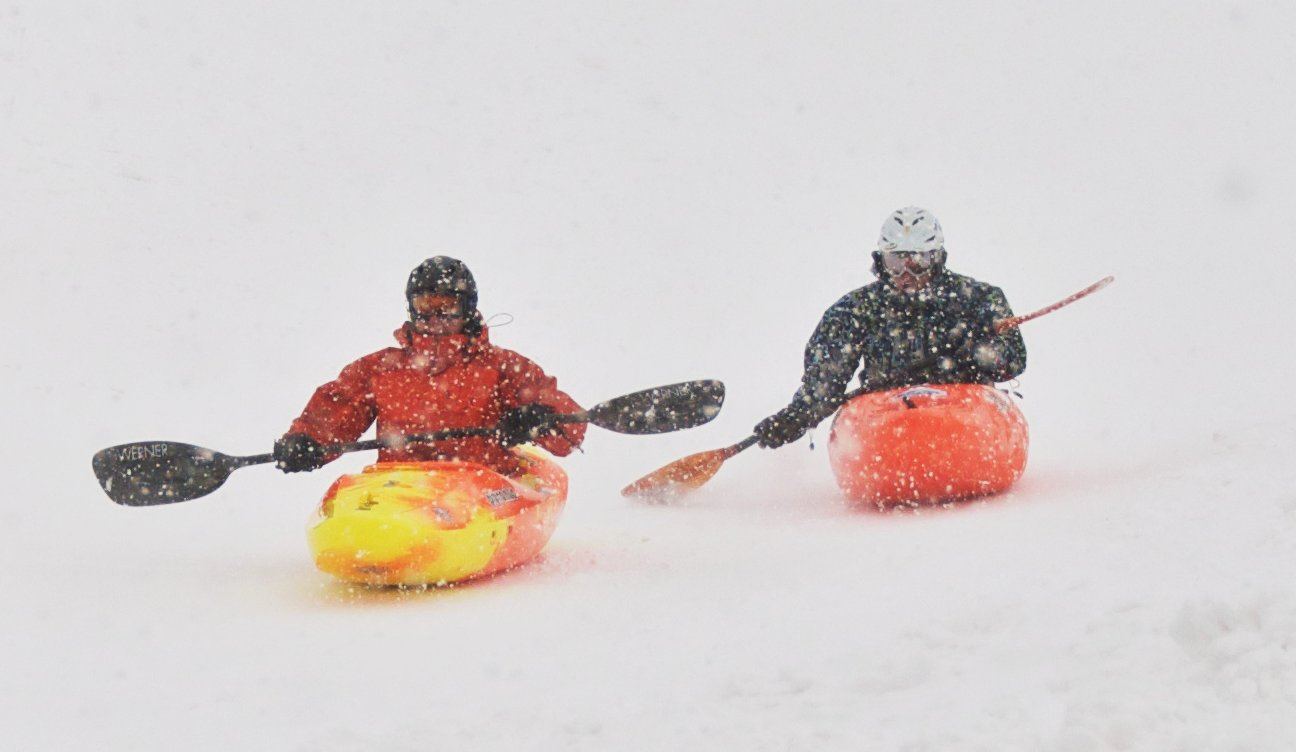
Сноу-каякеры на горнолыжном курорте Монарх (горнолыжный курорт), штат Колорадо, США

Сноу-каякинг (от англ. Snow kayaking — «снежный каякинг») — новый зимний вид спорта, катание на лодках по снегу, а не по воде. Обычно каякеры, спускаются по снежным склонам с глубоким рыхлым снегом, в отличие от речных видов спорта, таких как уайтуотер-каякинг — катание на каяках по бурной (белой) воде. Катание на лодках по снегу, как правило, проводится в удалённой местности, а иногда и на лыжных курортах.
Соревнования проводятся в стиле, похожем на сноубординг, известные как катание по снегу на лодках, которые набирают популярность также и в России. На соревнованиях, которые проходят по дисциплинам «скоростной спуск» и «сноу-кросс», на специально оборудованной трассе каякеры могут разгоняться до 50 км/час.
Первый чемпионат мира по снежному каякингу состоялся в 2007 году в Лиенце, Австрия.

## Безопасность каякинга
Как и любой экстремальный вид спорта, каякинг таит в себе потенциальную опасность, но, соблюдая некоторые правила, можно свести риск несчастного случая практически к нулю:
1. Начинают занятия под руководством опытного инструктора, особенно если избран сплав, а не родео.
2. Для занятий на открытой воде приобретается специализированное снаряжение, соответствующее времени года, температуре воды, сложности маршрута.
3. Состояние снаряжения проверяется перед каждым спуском на воду, а не только в начале похода.
4. Избегаются ситуации повышенного уровня риска (сплав соло, сплав в условиях паводка или неблагоприятных погодных условиях, в состоянии сильной усталости), такого рода поступки могут повлечь за собой негативные, а порой непоправимые последствия.

Опытные каякеры вначале проходят маршрут сплава по берегу реки пешком, внимательно осматривая препятствия и сопоставляя их с уровнем собственной подготовки, чтобы разработать план дальнейших действий.
На реках с большим трафиком, проходя под мостами каякеры могут столкнуться со скоростным или быстроходным водным транспортом, случается выезд на условную «встречку», особенно во время непогоды, что может привести к печальным последствиям, включая летальный исход.

## Рекорды
Самый высокий каякинг в мире альпинист из Харькова Валентин Сипавин проплыл в каяке 1 км на высоте 6377 метров над уровнем моря и установил новый мировой рекорд, попав в Книгу рекордов Гиннесса: «в компании с австралийским путешественником Дэниелом Буллом проплыл на каяке в кратерном озере самого высокого в мире вулкана Охос-дель-Саладо в Южной Америке».